# William Norvin
Karl Peter William Johannes Norvin, född 7 juni 1878, död 16 augusti 1940, var en dansk filolog och filosof.
Norvin blev filosofie doktor 1915 med avhandlingen Olympiodoros fra Alexandria, var assistent i Rigsarkivet 1905–1925 och professor i klassisk filologi vid Köpenhamns universitet från 1925. Bland Norvins skrifter märks Københavns Universitet i Middelalderen (1929), en översättning av Platons skrifter (1932 och framåt), samt en utgåva av Acta processus litium (1932, tillsammans med Alfred Krarup). Han blev ledamot av Videnskabernes Selskab 1934.